# Albína Dvořáková-Mráčková
Albína Dvořáková-Mráčková (30. ledna 1850 Řepice – 23. května 1893 Praha) byla česká básnířka. V mládí publikovala básně v časopisech, např. Zlaté klasy a Květy, roku 1872 vydala sbírku Chudobky. Její tvorba, proniknutá hlubokým citem a nezkrocenou, prudkou energií, byla oblíbená u čtenářů; kritika jí ale vytýkala nízkou uměleckou hodnotu pro příliš přímé vyjadřování a nedostatek svědomitosti, péče a kázně.

## Život
Narodila se 30. ledna 1850 v Řepici u Strakonic. (Některé zdroje uvádějí nesprávný rok narození 1853.) Roku 1853 byl její otec, učitel, přeložen do Ústrašína na Pelhřimovsku. Tam Albína prožila větší část dětství. Určitý čas strávila i u příbuzných v Dolínku, kde se seznámila s pracemi Friedricha Schillera a rozhodla psát básně.
20. července 1869 se provdala za Karla Mráčka, lékaře v Nové Cerekvi, a spolu s ním se postupně stěhovala do Postupic, Říčan, Strančic a Dírné. V Dírné byla zaměstnána jako poštmistryně. Žila v ústraní na venkově, věnovala se rodině, ale udržovala kontakty s některými českými spisovatelkami.
Dlouhodobě trpěla zdravotními obtížemi. Na jaře 1893 odjela na léčení do Prahy na gynekologickou kliniku. Zemřela 23. května 1893 v pražské Všeobecné nemocnici na pooperační komplikace.

## Dílo
Již jako dvanáctiletá přispívala do píseckého časopisu Zlaté klasy. V šestnácti a sedmnácti letech posílala své básně do Květů (např. báseň Máje, uveřejněná 6. prosince 1866). Byla tehdy považována za velký talent a v Květech jí předpovídali slibnou budoucnost, pokud se zbaví přílišného subjektivismu.
Roku 1872 vyšla její jediná básnická sbírka, Chudobky, „básně, prosté formou i myšlenkou, ale plné něžné, jemné poesie, pravého ryzího citu“. Dílo bylo oblíbené u čtenářů i řady publicistů, někteří v něm viděli naději na další kvalitní práce v budoucnu. Podrobnou kritickou analýzu nabídl recenzent D. (asi Josef Durdík) ve Světozoru. Podle něj autorka ve čtenáři budí soustrast, ale to není cit krásy. Žádný básník se nestal slavným samotným zdůrazňováním svého „bolu“, ale jen tím, jak své city a myšlenky dokázal vyjádřit – a pokud to Mráčková dělá přímo a bezprostředně, snižuje tím hodnotu svých básní. Doporučoval jí věnovat své tvorbě více svědomitosti a péče, umírněněji zacházet s jazykovými prostředky (méně nezkrocené, prudké energie, a více míry ve všem) a publikovat jen nejlepší práce. Podle něj měla cit, ale chyběla jí kázeň – a svými básněmi si mohla sama odlehčit, ale uměleckého dojmu až na výjimky nedosáhla.
Poté svou literární činnost ukončila a věnovala se rodině. Jen občas přispívala do časopisů.
Zemřela roku 1893 v Praze. Pohřbena byla na Olšanských hřbitovech.